# Cerro Uananapán
El Cerro Uananapán es una meseta montañosa ubicada en el extremo norte del escudo guayanés, en el extremo más este del estado Bolívar en Venezuela. A una altura promedio de 1.467 m s. n. m., el Cerro Uananapán es uno de los puntos más altos de Bolívar.

## Ubicación
El Cerro Uananapán está ubicado en un exclusivo punto natural rodeado de sabana y tepuies por todas sus coordenadas al este del venezolano parque nacional Canaima, frontera con la Guayana Esequiba. El acceso se ubica a unos 20 km al sur de la piedra de la virgen en la Carretera Troncal N° 10, km 92, vía La Gran Sabana. El poblado Las Claritas se encuentra más al norte en dirección a Tumeremo.